# Cecilia Bengtsdotter
Cecilia Bengtsdotter, död efter 1677, var en svensk predikant. Hon blev från 1673 uppmärksammad som religiös visionär och förkunnare av sitt eskatologiska budskap i Östergötland, Norrköping, Linköping och Stockholm. 
Cecilia Bengtsdotter var dotter till Bengt Andersson och gift först med en man vid namn Clas och sedan med en regementssadelmakare; hon var änka vid den tidpunkt hon blev känd, och var då kringresande på landsbygden, möjligen tiggare. 
Hennes första uppenbarelser inträffade Mickelsmässotiden 1673 i Västra Husby i Östergötland, sedan hon hade nekats rum. Därefter mottog hon ofta uppenbarelser  i form av en röst från himlen, som uppmanade henne att vidarebefordra gudomliga budskap till prästerna i de kyrkor hon tiggde vid, för att dessa skulle föra dem vidare till sina församlingar. Budskapen handlade om okontroversiella förmaningar om att leva ett gudfruktigt liv och avstå från vissa saker. Prästerna lyssnade på henne, och uppmanade henne att inte tiga om hon hade uppenbarelser. När hon 1674 predikade för prästen i Klara i Stockholm och bad att få tala med kungen, och hennes närvaro ledde till folksamlingar. Hon blev då gripen och satt på Danvikens hospital, där folk kom för att höra hennes budskap. Hon släpptes från Danviken och noteras 1677 i Söderköpings hospital.

## Källa